# القاصر (الضليعة)
'

تعديل مصدري - تعديل

القاصر هي إحدى قرى عزلة الضليعة بمديرية الضليعة التابعة لمحافظة حضرموت، بلغ تعداد سكانها 7 نسمة حسب تعداد اليمن لعام 2004.